# Urcos (lancha)
La lancha Urcos fue una embarcación de la Marina de Guerra del Perú durante la guerra del Pacífico y que formó parte de las fuerzas sutiles. También era conocida como Mama Pancha.

## Características Generales
La lancha Urcos era una embarcación que se encargaba de proveer de agua a los buques de la Marina Peruana y fue construida para ella por una empresa particular. Su casco era de planchas de fierro delgadas.
La madrugada del 25 de abril de 1879 se hundió la lancha porque el patrón, Francisco Dávila, se fue a dormir y también el resto de la tripulación, mientras se llenaban los tanques de agua.
La lancha se sumergió por el exceso de agua. La Empresa del Muelle Dársena reflotó la lancha a mediados de mayo de 1879. Después de unos meses, volvió a estar operativa. El 21 de abril de 1880 pasó a formar parte de la flotilla de fuerzas sutiles.

## Armamento
El 11 de abril de 1880 se mandó artillar a la Urcos junto con la lancha Arno con un cañón Preston de 12 libras cada una.

## Operaciones bélicas
Desde el inicio del bloqueo del Callao en abril de 1880, pasó a formar parte de una división naval llamada Fuerzas Sutiles. 
Participó en el combate del 23 de abril, el primero entre las embarcaciones ligeras de Chile y Perú. Ese día tenía dotación de la corbeta Unión. La Urcos se enfrentó contra las torpederas chilenas Janequeo y Guacolda. En el combate resultaron heridos el comandante de la Urcos, alférez de fragata Domingo Valle Riestra, el marinero Andrés Ferreros y los soldados del Batallón de Marina Santiago Berrios, Juan Morales y Silverio Flores.
La lancha Urcos participó en escaramuzas el 11 y 14 de mayo. En el combate del 25 de mayo, estuvo al mando del teniente Alejandro Roldán, Jefe de Ronda, pero llegó tarde. El 27 estuvo entre las lanchas que efectuaban el reconocimiento de la torpedera chilena hundida Janequeo, cuando se desató un combate entre el monitor Huáscar y el transporte Angamos contra las baterías de tierra. El 29 estuvo también presente en un nuevo combate a consecuencia del reconocimiento que hacían las lanchas peruanas a la hundida Janequeo.
El 22 de agosto, estando la Urcos de ronda al mando del alférez Rodríguez, a las 10 p. m. fue perseguido por una torpedera chilena y luego un buque chileno abrió fuego sobre la Urcos y la Arno. Se entabló un combate en donde las lanchas peruanas estaban al mando del Jefe de Ronda, el teniente 1° Francisco León, que estaba en la lancha Capitanía.
El transporte chileno Angamos efectuó un bombardeo en la mañana del 1 de septiembre. Lo reanudó en la tarde, pero esta vez le salió a enfrentársele la Urcos, al mando del teniente 2° Santiago Torrico. Se desató un combate entre ambos, suspendiendo el Angamos el bombardeo y alejándose del puerto ante la imposibilidad de acertarle un tiro a la Urcos. El Jefe Supremo del Perú, Nicolás de Piérola, felicitó a Torrico por su acción e inmediatamente se le dio el mando de la lancha Lima.
El 3 de septiembre, cuando el Angamos realizaba un nuevo bombardeo, salió a enfretársele las lanchas Lima, Arno y la Urcos. En apoyo del Angamos acudió la corbeta O'Higgins. Se desató un combate resultando hundida la Lima por 2 tiros del Angamos.
En las madrugadas del 16 y 17 de septiembre, participó en los combates de la isla San Lorenzo. La primera noche tuvo una tripulación de 14 marineros al mando del alférez de fragata P. J. Roel. En la segunda noche, la torpedera chilena Fresia la embistió para hundirla con su torpedo de botalón; la Fresia le colocó el torpedo sobre la aleta de babor pero falló la explosión y la Urcos al virar a estribor, se llevó con la popa el botalón; un nuevo intento de la Fresia por embestir a la Urcos se frustró porque los tiros de la Urcos cortaron los guardines del timón de la Fresia.
El combate del 6 de diciembre se inició cuando la Urcos fue atacada por las torperas chilenas Colo Colo y Guacolda.
En el combate del 11 de diciembre estuvo al mando del teniente 1° Santiago Torrico. 
La Urcos fue hundida junto a toda la escuadra peruana el 17 de enero de 1881.